# ドラキュラマット
ドラキュラマットとは、食品包装資材や家庭用品の製造、販売などを行う株式会社三和コーポレーションにより開発された、肉や魚などの生鮮食品の下に敷くことで吸水・抗菌などの効果を与えるシートの商品名。一般的には「ドリップ吸水シート」「ドリップシート」「吸水紙」などという。 

## 概要
ドラキュラマットの特徴として、フィルム層、保水層の二枚層構造になっており、細菌の多いドリップが下部の保水層に貯まり、逆戻りもしないため表面の衛生を保つことに優れている。また、波型のスリットが採用されており、溶出するドリップの色が見えないような工夫がなされている。このような特徴を、血液を吸い取るドラキュラ伯爵に例え、ドラキュラマットと命名された。また無機系抗菌剤である銀イオンの作用で、大腸菌、サルモネラ菌、黒カビ、黄色ブドウ球菌などの繁殖を抑えることができる。シートの素材にはパルプ不織布が用いられ、製造する三和コーポレーションはこれを旭洋紙パルプ、日本紙パルプ商事から仕入れている。